# Хизун, Геннадий Николаевич
Геннадий Николаевич Хизун (род. 25 января 1950, Калинин, РСФСР, СССР) — советский футболист, защитник и полузащитник.

## Карьера
Воспитанник группы подготовки футболистов калининской «Волги». В 1970 году тренер Игорь Волчок, активно привлекавший молодых игроков в команду, перевёл Хизуна в основной состав. В первом составе «Волги» игрок выступал два сезона (1970—1971).
В 1972 году перешёл в московский «Локомотив». Дебютный матч за команду сыграл в Кубке СССР 28 февраля 1972 года против куйбышевских «Крыльев Советов». В высшей лиге первый матч сыграл 17 апреля 1972 года против ростовского СКА, вышел на замену на 87-й минуте вместо Виктора Давыдова. В 1973—1974 годах вместе с командой выступал в первой лиге, в 1974 году стал её победителем. В 1976 году отыграл сезон в составе смоленской «Искры», на следующий год вернулся в «Локомотив». Всего в составе «железнодорожников» сыграл 85 матчей и забил 4 гола в первенствах страны, в том числе 33 игры — в высшей лиге.
В 1978 году выступал за ленинградское «Динамо», затем два сезона играл в ГДР в клубе «Мотор» (Нордхаузен).
После завершения спортивной карьеры живёт в Москве. Выступал в ветеранских соревнованиях «Негаснущие звёзды», в 2004 году в составе «Локомотива» становился их победителем.

## Достижения
- Победитель Первой лиги: 1974
- Бронзовый призёр Первой лиги: 1973
- Серебряный призёр 3-й зоны Второй лиги: 1978
- Бронзовый призёр 2-й зоны Второй лиги: 1970